# Václav Štulc

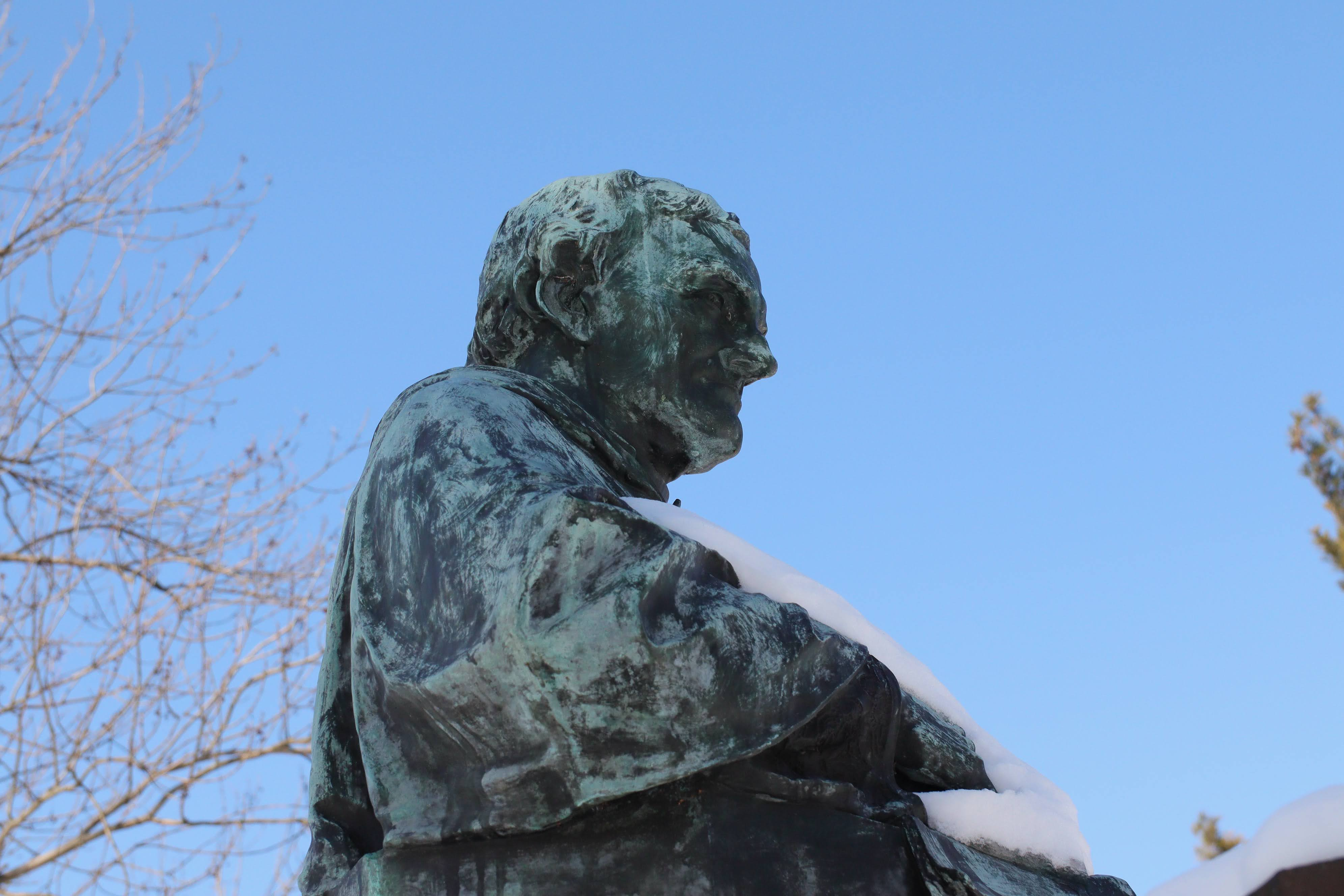
Pomník Václava Štulce (1814–1887) na Vyšehradě od Štěpána Zálešáka

Václav Svatopluk Štulc (20. prosince 1814 Kladno – 9. srpna 1887 Praha-Vyšehrad) byl český spisovatel, překladatel a vlastenecký kněz. Jako respektovaný probošt Vyšehradské kapituly se zasloužil o obnovu jejích slavných tradic a zasazoval se o obnovení významu pražského Vyšehradu.

## Život
Narodil se 20. prosince 1814 v rodině zedníka Kladně. V Praze vystudoval Akademické gymnázium. Teologická studia absolvoval v letech 1835–1839 také v Praze, na kněze byl vysvěcen 4. srpna 1839 a nastoupil jako kaplan v Kvílicích u Slaného. Odtud byl později přeložen do Žitenic. Od mládí byl velkým asketou, českým vlastencem a podporoval finančně České muzeum a Matici českou. 
Byl literárně činný, psal básně, přispíval do časopisů Jindy a nyní (pod pseudonymem Václav Svatopluk Kladenský), Květy, Světozor, Časopis katolického duchovenstva. Redigoval periodikum Blahověst (1847–1862), kalendář Poutník z Prahy (1850–1864), Besedy katolické (1860), Pozor (1861–1862) a překládal z němčiny a polštiny. V roce 1840 byl přeložen do Prahy, do blázince u sv. Kateřiny. Tím se dostal mezi pražské obrozence–intelektuály Zapa, Vocela, Karla Havlíčka, V. V. Tomka a H. Jirečka. 
V roce 1860 byl za pomoci probošta Vojtěcha Ruffera, společným hlasem lidu a kléru zvolen vyšehradským děkanem a pocity ze svého zvolení vyjádřil tímto čtyřverším směrovaným i ke své osobě:
„Vyšehrade, slavný hrade, prach tvůj v smutný hrob se klade; ducha tvého i tvůj stín, kéž uhájí věrný syn!“

Jako vyšehradský kanovník roku 1868 zorganizoval oslavu osmisetletého jubilea založení Vyšehradské kapituly králem Vratislavem II.
Za své vlastenecké, protihabsburské postoje byl děkan Václav Štulc dokonce odsouzen na dva měsíce do žaláře, trest si odpykal v dubnu a květnu 1863.

### Na Vyšehradě
Po celý svůj život se věnoval vzkříšení slávy Vyšehradu. Proto byl také po smrti dosavadního probošta Vojtěcha Ruffera roku 1870 jednomyslně zvolen vyšehradským proboštem. Slavnostní instalace se konala 30. července 1871. V této vysoké církevní funkci se mimo jiné zasloužil o výstavbu budovy nové proboštské rezidence, Nového proboštství čp. 89/4 v dnešní Štulcově ulici, u severního vchodu na Vyšehradský hřbitov. V souvislosti se stavbou Václav Štulc založil po její severní straně menší park, nazývaný tehdy Svatováclavské sady (dnes Štulcovy sady), protože do něj dal přemístit původní barokní jezdeckou sochu sv. Václava z Koňského trhu (Václavského náměstí) poté, co byla v roce 1879 z náměstí odstraněna a uložena na čas do obecního skladiště Na Františku.
Václav Štulc ji vlastním nákladem nechal dopravit na Vyšehrad a umístil v proboštském sadě pod okna své rezidence. Po roce 1950 byla v sadech nahrazena kopií od Jiřího Nováka, ale ponechán starý podstavec z 19. století.
Zasloužil se spolu s Františkem Ladislavem Riegrem a Mikulášem Karlachem o proměnu Vyšehradského hřbitova v národní pohřebiště.
Probošt Václav Štulc zemřel v roce 1887 a byl na Vyšehradském hřbitově pohřben.

## Památka

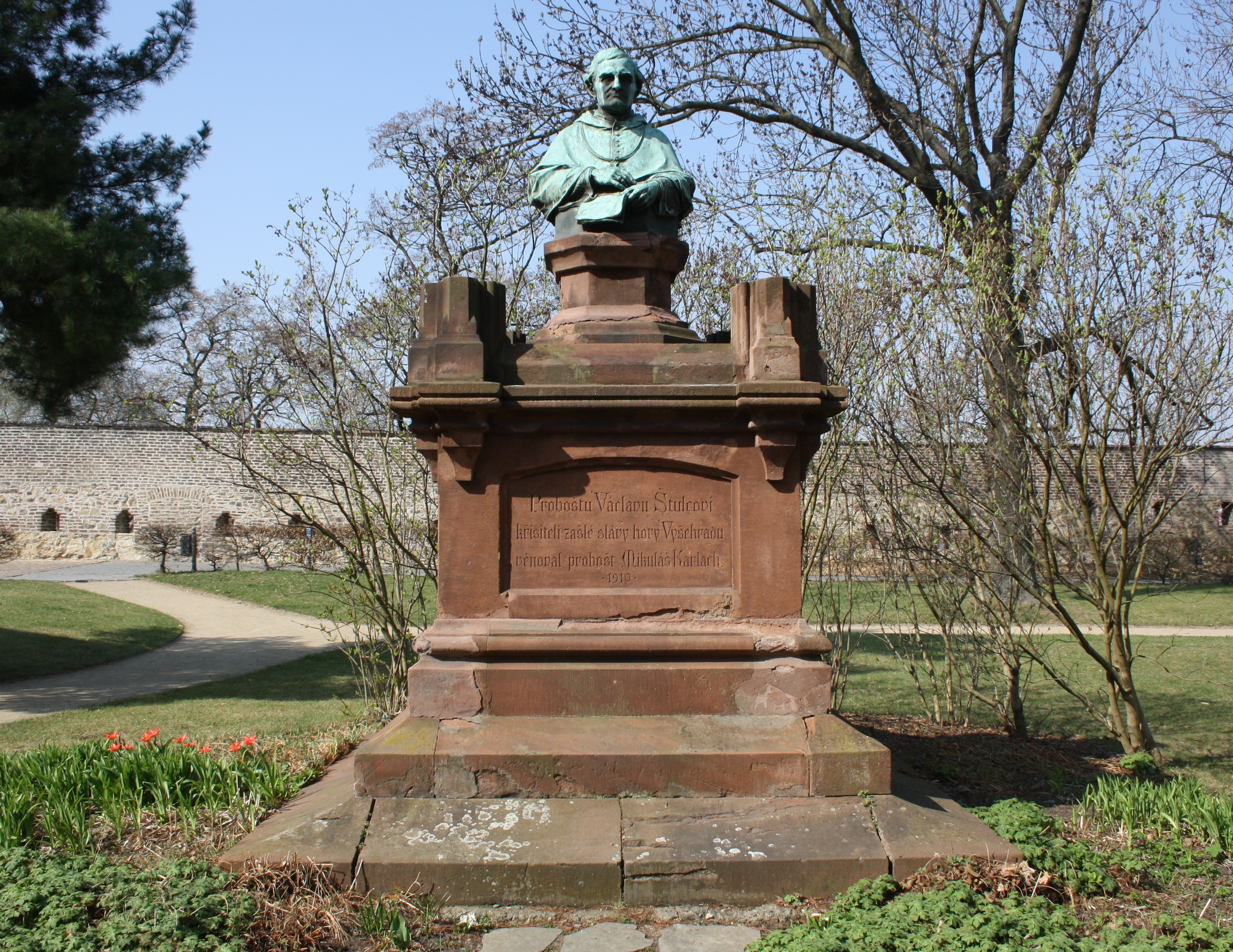
Štulcův pomník na Vyšehradě

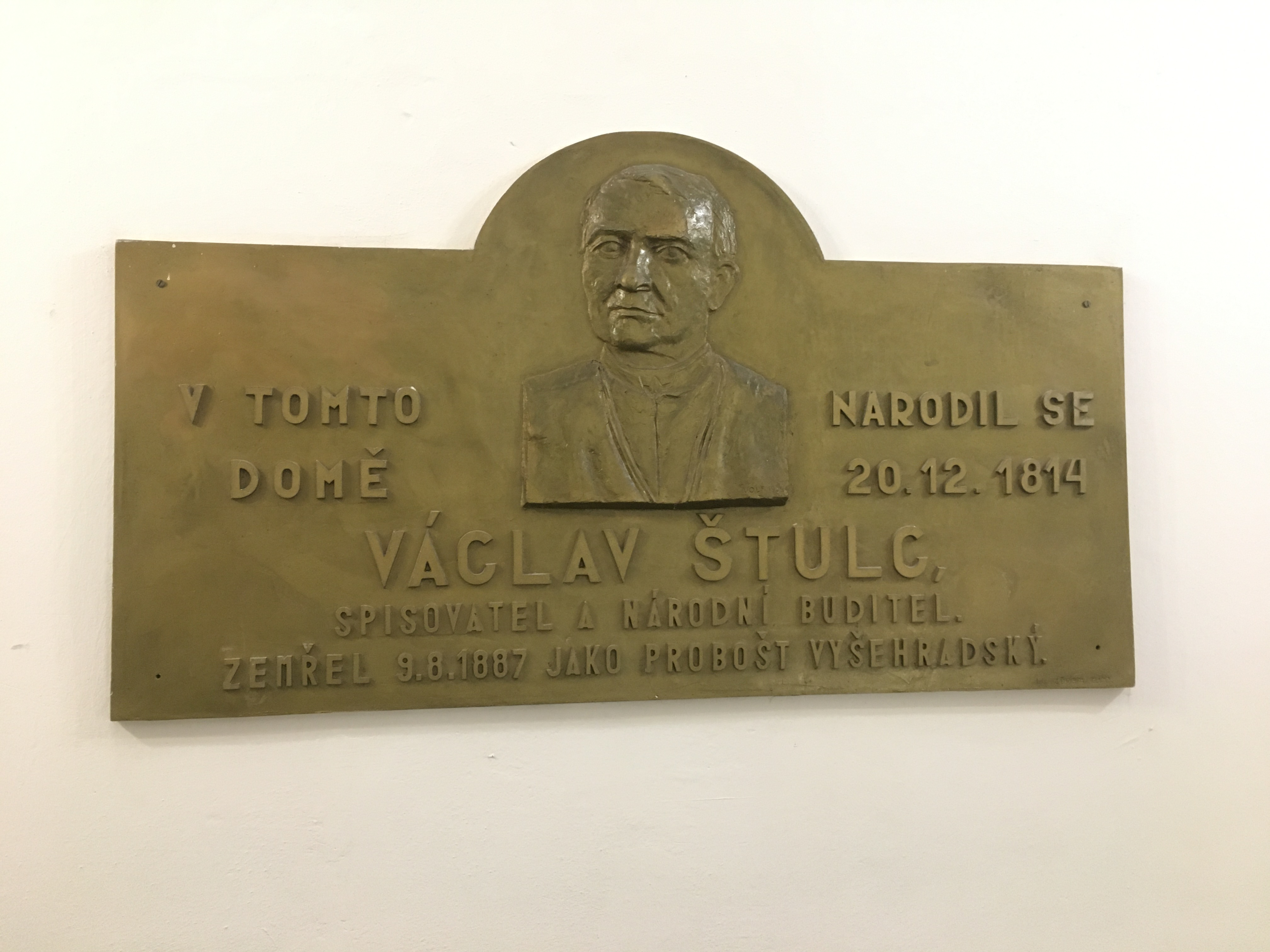
Pamětní deska v kladenské radnici

K poctě Václava Štulce byly vyšehradské sady nazvány Štulcovými a v roce 1910 byl do nich umístěn jeho pomník.
Na pískovcovém podstavci ve tvaru odstupněného hranolu mezi dvěma pylony je umístěna bronzová polopostava Václava Štulce držícího v ruce svazek listin. Poprsí je dílem sochaře Štěpána Zálešáka. Nápis na podstavci oznamuje: „Proboštu Václavu Štulcovi, křisiteli zašlé slávy hory Vyšehradu věnoval probošt Mikuláš Karlach 1910“.
Na jeho rodném domě v Kladně byla v roce 1934 umístěna pamětní deska, odstraněna roku 1939. Obnovena byla v roce 1993 (přesná kopie) a další kopie je umístěna na schodišti kladenské radnice. Na bronzové desce o rozměrech 100 x 50 cm je podobizna a text V TOMTO DOMĚ NARODIL SE 20.12.1814 VÁCLAV ŠTULC. SPISOVATEL A NÁRODNÍ BUDITEL - ZEMŘEL 9.8. 1887 JAKO PROBOŠT VYŠEHRADSKÝ.
V Kladně jeho jménem byla rovněž pojmenována ulice v blízkosti jeho rodného domu. Na Plánu horního města Kladna vydaného brzy po roce 1905 ulice již toto jméno nese, v roce 1939 (do roku 1945) byl název změněn na Slánská, znovu se Štulcova jmenovala ještě v letech 1945-1949, od té doby se trvale jmenuje Slánská. Nově byla v roce 1993 přejmenována jeho jménem ulice Leljušenkova v městské části Rozdělov.

## Dílo

### Poezie
- Na Tatrách a pod Tatrami
- Pomněnky na cestách života, 1845, Google Books

### Biografie
- Klement Maria Hoffbauer : životopisný nástin, 1859
- Pius IX. svatý otec a nejvyšší biskup katolického křesťanstva : životopisné obrázky, 1869
- Šebestian Hněvkovský. Životopisný nástin, 1870

### Životopisy svatých
- Žiwot sw. Josefa, pěstauna Pána Ježíše : na památku, 1843
- Žiwot sw. Ferdinanda, wyznawače Páně : na památku, 1843
- Žiwot sw. Vincencia de Paul, 1844
- Život sw. Wojtěcha, biskupa i mučedníka, patrona národu Českého, 1849
- S. Cecilia, panna mučenice Kristova, 1855
- Žiwot swatých Cyrilla a Methodia, apostolů slowanských, 1857
- Život sv. Prokopa, opata Sázavského a patrona národu českého, 1859
- Z paláce a z kláštera : obrázky ze života blahoslavené Anéžky Přemyslovny, 1875
- Sv. Martin, biskup Tourský a vyznavač Páně : stručný nástin životopisný s připojenou pobožností, 1881

### Ostatní
- Padesáte bájek / pro naše milé maličké sebral V.S. Štulc, 1844
- Dobrá rada v potřebě (Dobrá rada w potřebě : upřímné slowo k milým kraganům), Arcibiskupský knihtisk, 1846
- Několik slow k poctiwým lidem, 1849
- Cesty milosti Boží, 2 svazky, 1860, povídky
- Milosrdný Samaritán : knížka útěchy a spasitelného vzdělání, věnovaná nemocným a opatrovníkům jejich, příručka, 1860
- Prawowěrný ctitel swatých Cyrilla i Methodia, bratří aposstolůw slowanských : památka tisíciletého jubilea příchodu dotčených sw. aposstolůw do wlastí nassich, 1863
- Renan a pravda čili úvahy o knize Renanově Život Ježíšův, 1865
- Česká národnost a evangelická církev : úvahy dějepisné od Vácslava Štulce, 1861
- Vlasť a cirkev, čili, Může-li vlastencem býti katolík : z života pro život, 1870
- Kazatelé slovanští, sborník, 3 svazky, 1870–73
- Josef Jungmann / Na památku dne 19. července 1879 věnují druhům, přátelům, rodákům Václav Štulc a J. Boj. Pichl, 1873
- Starobylý chrámec sv. Martina na Vyšehradě, 1881
- Vidění / Proslov na oslavu sloučení Vyšehradu s Prahou sepsal Václav Štulc, 1883